# Banter
Banter is een bestuurslaag in het regentschap Gresik van de provincie Oost-Java, Indonesië. Banter telt 2098 inwoners (volkstelling 2010).